# Billy (IKEA)

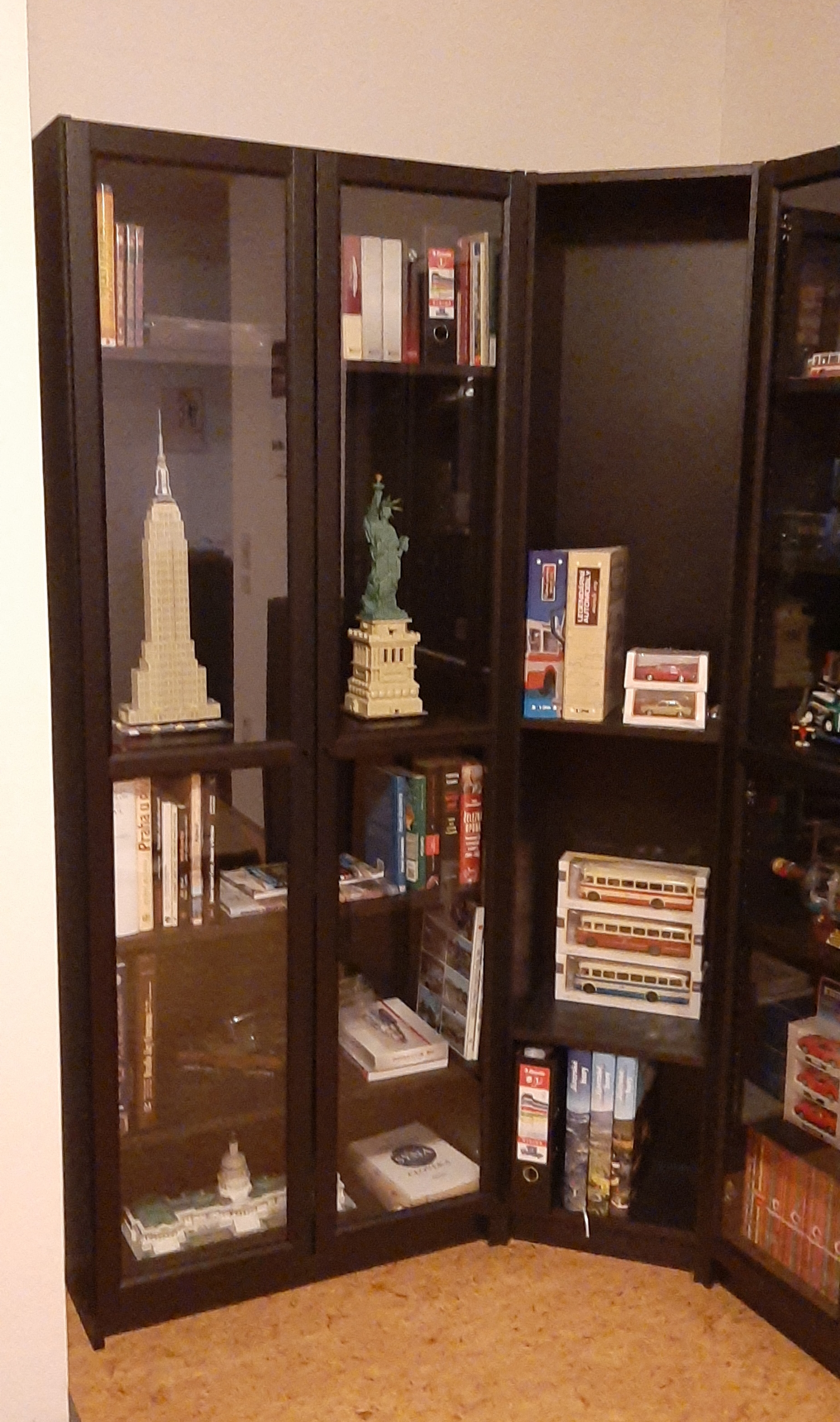
Knihovna Billy (2020)

Billy je řada nábytku, především knihoven, produkovaná společností IKEA. Vyvinul ji roku 1979 jeden z prvních zaměstnanců společnosti IKEA Gillis Lundgren, jehož při tom podporoval Ingvar Kamprad, zakladatel celé společnosti. Svůj název dostala podle Lundgrenova kolegy Billyho Liljedahla, který ho k vývoji knihovny motivoval. Od svého uvedení je neustále ve výrobním programu společnosti. V roce 2019, u příležitosti čtyřicátého výročí jejího uvedení na trh, se počet vyrobených kusů knihovny počítal na miliony.
Jednotlivé kusy nábytku mají podobu otevřené policové skříně, nicméně postupem času do nabídky přibyla i dvířka. V barevném provedení skříně nejprve převažovala fólie mající dekor borovicového či bukového dřeva. Postupem času se však nabídka na přání zákazníků rozšířila zařazením například černého dekoru. V roce 2019 se v rámci připomínky čtyřicátého výroční uvedení na trh objevila rovněž limitovaná série nabízející skříňky ve žlutém zbarvení.
Míra rozšíření obchodního řetězce IKEA po světě s ohledem na skutečnost, že je možné si v jednotlivých prodejnách knihovnu Billy zakoupit, umožnily vzniknout ekonomickému indexu nazvanému Billy index, který vzájemně mezi jednotlivými státy světa porovnává kupní sílu jejich obyvatel. Ve srovnání s Big Mac Indexem má sice Billy index výhodu v tom, že je porovnáváno stejné zboží, nicméně se do výsledných cen rovněž promítají dopravní náklady.